# Wojciech Brochwicz-Lewiński
Wojciech Brochwicz-Lewiński (ur. 1945 w Charsznicy) – polski geolog, specjalista w zakresie stratygrafii i tektoniki oraz geologii środowiskowej, wiceminister ochrony środowiska, zasobów naturalnych i leśnictwa – główny geolog kraju (1989–1991).

## Życiorys

### Wykształcenie
Absolwent LO im. Marii Konopnickiej w Warszawie. Studiował na Wydziale Geologii Uniwersytetu Warszawskiego w latach 1963–1969, na którym uzyskał tytuł magistra geologii stratygraficznej na podstawie pracy Stratygrafia oksfordu Częstochowy na podstawie amonitów przygotowanej pod kierunkiem doc. Jana Kutka. Na tym samym wydziale uzyskał stopień doktora nauk geologicznych w 1975 na podstawie pracy The Middle Oxfordian between Częstochowa and Żarki, Polish Jura Chain: Stratigraphy and Ammonite Fauna, także przygotowanej pod kierunkiem Jana Kutka i recenzowanej przez prof. Henryka Makowskiego i doc. Lidię Malinowską.

### Praca zawodowa i naukowa
Pracę zawodową rozpoczął już w trakcie studiów, w Zakładzie Geologii przy Dyrekcji Budowy Kopalń Miedzi Lubin i Polkowice. Po stażach w Muzeum Instytutu Geologicznego i w Zakładzie Paleontologii PAN i po Studiach Doktoranckich na Wydziale Geologii, został zatrudniony w zespole prof. Barbary Grabowskiej-Olszewskiej, który tworzył pierwsze w Polsce studium ochrony środowiska przy Wydziale Geologii UW.
W latach 1976–1989 pracownik Państwowego Instytutu Geologicznego w Warszawie, gdzie kontynuował badania nad osadami jury górnej Polski, Hiszpanii i innych krajów regionu Morza Śródziemnego, oraz prowadził badania nad tektoniką Europy Środkowej, a także w zespole międzynarodowym i we współpracy z NASA (Houston) i Uniwersytetem Berkeley oraz Interkosmosem (Moskwa) – nad wydarzeniami katastroficznymi w historii Ziemi. Dla badanych przez ten zespół wydarzeń z granicy jura środkowa-jura górna D. M. Raup (1986) wprowadził nazwę Jurassic Event of Brochwicz-Lewiński.
Powoływany był dwukrotnie na członka Komitetu Nauk Geologicznych PAN (1978–1980 i 1987–1991). Pełnił funkcję Przewodniczącego Narodowego Komitetu Międzynarodowego Programu Korelacji Geologicznej UNESCO (1978–1981) i sekretarza Narodowego Komitetu Międzynarodowej Unii Nauk Geologicznych (1978-1980). Był także konsultantem Projektów EUGENO-S (Geotrawers Europejski) oraz EUROPROBE Rady Unii Europejskiej (1985–1993).
W trakcie pracy w Państwowym Instytucie Geologicznym był dwukrotnie (w latach 1986/1987 i 1987/1988) powołany na stanowisko profesora na Uniwersytecie Aarhus (Aarhus, Dania).
Pod koniec lat 1980. pełnił obowiązki wiceprzewodniczącego MK Stronnictwa Demokratycznego w Warszawie. W wyborach 1989 ubiegał się o mandat posła w okręgu Warszawa z ramienia SD. W latach 1989–1991 Podsekretarz Stanu i Główny Geolog Kraju w Ministerstwie Ochrony Środowiska, Zasobów Naturalnych i Leśnictwa, odpowiedzialny za geologię i gospodarkę i ochronę surowców mineralnych oraz za legislację (wiceprzewodniczący rządowej komisji ds. prawa geologicznego i górniczego). Podczas swojej kadencji współdziałał z komisjami sejmowymi na rzecz utrzymania Polski we Wspólnej Organizacji INTEROCEANMETAL, powstrzymania likwidacji Kopalni Węgla Kamiennego Bogdanka i innych przedsiębiorstw, utworzenia polskiego przedsiębiorstwa Petrobałtyk, przeprowadzenia szybkiej nowelizacji Prawa Geologicznego i Górniczego, utworzenia Biura Koncesji Geologicznych i powołania, po kilkudziesięcioletniej przerwie, Rady Geologicznej przy Ministrze Ochrony Środowiska, Zasobów Naturalnych i Leśnictwa.
Od 1992 do 2004 pracował w warszawskim biurze Sanders Int., Inc. (od 1995 – Sanders Int. Sp. z o.o.), gdzie pełnił funkcje koordynatora programów pomocowych rządu amerykańskiego: USAID Inicjatywa Rozwoju Kapitałowego, w ramach którego wspierał ponad 60 projektów polsko-amerykańskich joint ventures w dziedzinie ochrony środowiska, oraz Fazy Pilotowej Programu Wspierania Samorządności Lokalnej, gdzie odpowiadał m.in. za logistykę. Ponadto od 1994 wspierał działania U.S. Commission for Preservation of America’s Heritage Abroad na rzecz pojednania poprzez ochronę miejsc pamięci i kultu różnych narodów i wyznań, a od 2000 – projekty międzynarodowego Programu PJCR, jaki działa pod auspicjami tej Komisji.
Od 2005 prowadzi własną działalność konsultingową, głównie w zakresie doradztwa oraz przygotowywania ocen oddziaływania inwestycji na środowisko. Ekspert z Listy Ministra Ochrony Środowiska oraz członek Kolegium Kierowniczego Ekspertów Polskiej Izby Gospodarczej Ekorozwój. W latach 2006–2008 pełnił obowiązki Prezesa Zarządu, a w lutym 2008 powołany został na funkcję Wiceprezesa tej Izby. W 2008 r. wybrany został na przedstawiciela Polski w European Federation of Clean Air and Environmental Protection Associations, EFCA (Bruksela – Genewa).

### Działalność społeczna
Członek Rotary International (RC Warszawa City), trzykrotnie Prezydent Klubu, Asystent Gubernatora w latach 2003–2008, powołany na Gubernatora Dystryktu 2230 (Białoruś-Polska-Ukraina) na kadencję 2009-2010.

## Odznaczenia i nagrody
Krzyż Oficerski Orderu Odrodzenia Polski (2008) i inne medale i odznaczenia za działalność społeczną. Wyróżnienia Rotary International: Eagle of President R. D. King (2002), dwukrotnie Best Assistant Governor Award (2007 i 2008). Generalny Dyrektor Górniczy I Stopnia (1989)

## Wybrane publikacje
- Brochwicz-Lewiński W., 1970, Biostratigraphy of Oxfordian Limestones from the Zawodzie Quarries in Częstochowa; Polish Jura Chain. Bull. Acad. Polon. Sci., Ser. Sci. Geol. Geogr., vol. XVIII, no. 4, p. 237-243.
- Brochwicz-Lewiński W., 1973, Some remarks on the origin of the subfamily Idoceratinae Spath, 1924 (Perisphinctidae, Ammonoidea). Acta Paleont. Pol., vol. 18, no. 2, p. 299-320.
- Brochwicz-Lewiński W., & Różak Z., 1974, Time changes of Oxfordian Ammonite Fauna of the Polish Jura Chain; some reflections. Bull. Acad. Polon. Sci., Ser. Sci. Terre, vol. 22, no. 2, 113-125.
- Pożaryska K. & Brochwicz-Lewiński W., 1974, Współczesne ujęcie zagadnienia prowincji paleobiogeograficznych. Postępy Nauk Geol., vol. 6, s. 5–46, Warszawa.
- Brochwicz-Lewiński W., & Różak Z., 1975 Peristomal modifications of Upper Jurassic Perisphinctids. Bull. Acad. Polon. Sci., Ser. Sci. Terre, vol. 23, no. 1, p. 53-58.
- Pożaryska K. & Brochwicz-Lewiński W., 1975, The nature and origin of Mesozoic and early Cenozoic marine faunal provinces; some reflections. Mitt. Geol.-Palaeont. Inst. Univ. Hamburg, Heft 44, 207-216.
- Brochwicz-Lewiński W., & Rudowski S., 1976, The action of ice and frost in the development of moderate climate Baltic beaches. Rev. Geogr. Montr., vol. XXX, no. 1-2, p. 155-160.
- Pożaryska K. & Brochwicz-Lewiński W., 1976, Paleobiogeografia a rewolucja w geologii. Kosmos, Ser. A – Biologia, vol. XXV, zeszyt 2, s. 115–124, Warszawa.
- Brochwicz-Lewiński W., & Różak Z., 1976, Oxfordian Idoceratids (Ammonoidea) and their relation to Perisphinctes proper. Acta Paleont. Pol., vol. 21, no. 4, p. 373-390.
- Brochwicz-Lewiński W., 1976, Oxfordian of the Częstochowa Area. Part I. Biostratigraphy. Bull. Acad. Polon. Sci., Ser. Sci. Terre, vol. XXIV, no. 1, p. 37-46.
- Brochwicz-Lewiński W., 1976, Oxfordian of the Częstochowa Area. Part II. Lithostratigraphy versus Biostratigraphy. Bull. Acad. Polon. Sci., Ser. Sci. Terre, vol. XXIV, no. 1, p. 47-53.
- Pożaryski W., Brochwicz-Lewiński W., Jaskowiak-Schoeneich M., 1978, Geologiczna mapa Bałtyku. Przegląd Geol., vol. XXVI, no. 1, p. 1-5.
- Różak Z. & Brochwicz-Lewiński W., 1978, Upper Oxfordian of Częstochowa: some new data. Bull. Acad. Polon. Sci., Ser. Sci. Terre, vol. XXVI, no. 1, p. 47-51.
- Pożaryski W. & Brochwicz-Lewiński W., 1978, On the Polish Trough. Geol. en Mijnbouw, vol. 57, no. 4, p. 545-557.
- Błaszkiewicz A. & Brochwicz-Lewiński W., 1978, On the reversibility of the trend to loss of the ammonite shell sculpture. Bull. Acad. Polon. Sci., Ser. Sci. Terre, vol. XXVI, no. 1, p. 53-55.
- Pożaryski W., Brochwicz-Lewiński W. & Jaskowiak-Schoeneichowa M., 1979, The geology of the southern Baltic: some remarks. Bull. Acad. Polon. Sci., Ser. Sci. Terre, vol. XXVI, no. 2, p. 119-125.
- Marchand D. & Brochwicz-Lewiński W., 1980, Lacune stratigraphique a la limite Oxfordien inferieur – Oxfordien moyen dans la Chaine Jurassique Polonaise. Prz. Geol., vol. XXVIII, no. 5, p. 273-278.
- Brochwicz-Lewiński W., 1980, Early Oxfordian Perisphinctids of the Częstochowa Area; Their Stratigraphic Value. Bull. Acad. Polon. Sci., Ser. Sci. Terre, vol. XXVIII, no. 4, p. 233-242.
- Myczyński R. & Brochwicz-Lewiński W., 1981, Cuban Oxfordian Aspidoceratids: their relation to the European ones and their stratigraphic value. Bull. Acad. Polon. Sci., Ser. Sci. Terre, vol. XXVIII, no. 4, p. 325-330.
- Brochwicz-Lewiński W., Pożaryski W., Tomczyk H., 1981, Mouvements coulissants de grande ampleur au Paleozoique inférieur le long de la marge sud-ouest de la plate-forme Est-Europeenne. C. R. Acad. Sc. Paris, vol. 293, ser. II, 855-858.
- Pożaryski W., Vidal G., Brochwicz-Lewiński W., 1981, New data on the Lower Cambrian at the southern margin of the Holy Cross Mts (SE Poland). Bull. Acad. Polon. Sci., Ser. Sci. Terre, vol. XXIX, no. 2, p. 167-174.
- Brochwicz-Lewiński W., Pożaryski W., Tomczyk H., 1981, Wielkoskalowe ruchy przesuwcze wzdłuż SW brzegu platformy wschodnioeuropejskiej we wczesnym paleozoiku. Przegląd Geol., vol. XXIX, no. 8, 385-395.
- Pożaryski W., W. Brochwicz-Lewiński, H. Tomczyk, 1982, O heterochroniczności linii Teisseyre’a-Tornquista. Przegląd Geol., vol. XXX, no. 11, 569-574.
- Pożaryski W., Brochwicz-Lewiński W., Tomczyk H., 1982, Sur le caractère heterochronique de la Ligne Teisseyre-Tornquist, entre Europe centrale et orientale. C. R. Acad. Sc. Paris, vol. 295, ser. II, 691-696.
- Melendez G., Sequeiros L., Brochwicz-Lewiński W., 1982, Lower Oxfordian in the Iberian Chain (Spain). Part I. Biostratigraphy and Nature of Gaps, Part II. Ammonite Fauna. Bull. Acad. Polon. Sci., Ser. Terre, vol. XXX, no. 3-4, p. 157-180.
- Brochwicz-Lewiński W., Pożaryski W., Tomczyk H., 1983, Ruchy przesuwcze w południowej Polsce w Paleozoiku. Przegląd Geol., vol. XXXI, no. 12, p. 651-658.
- Pożaryski W., Brochwicz-Lewiński W., Tomczyk H., 1984, Sinistral strike-slip movements in central Europe in the Paleozoic. Publ. Inst. Geophys. Pol. Acad. Sci., A-13 (160), 3-13.
- Brochwicz-Lewiński W., Gąsiewicz A., Strzelecki R., Suffczyński S., Szatkowski K., Tarkowski R., Żbik M., 1984, Anomalia geochemiczna na pograniczu jury środkowej i górnej w południowej Polsce. Przegl. Geol., vol. XXXII, no. 12, p. 547-650.
- Zolensky M. E., Murali A. V. & Brochwicz-Lewinski W., 1985, A probable occurrence of well preserved meteorite ablation material from the Upper Jurassic of Poland. XVI Lunar and Planetary Science Conf., Houston 1985, Abstracts. Lunar and Planetary Science Institute, Houston, vol. 2, 940-941.
- Brochwicz-Lewiński W., Vidal G., Pożaryski W., Tomczyk H., Zając R., 1986, Pre-Permian tectonic position of the Upper Silesian Massif (S Poland). C. R. Acad. Sci., Ser. II, vol. 303 (16), 1493-1496.
- Brochwicz-Lewiński W., Suffczynski S., Szatkowski K., Zimmermann H.-D. i in. 1987, Szkliwa diaplektyczne na granicy jury środkowej i górnej. Przegląd Geol., t. XXXV, no. 8-9, 470-472.
- Melendez G., Sequeiros L., Brochwicz-Lewinski W., Gasiewicz A., Suffczynski S., Szatkowski K., Zbik M., Tarkowski R., 1987. El limite Dogger-Malm en la Cordillera Iberica: Anomalias geoquimicas y fenomenos asociados. Geogaceta. v. 2., p. 5-7.
- Brochwicz-Lewiński W., Gasiewicz A., Suffczynski S., Szatkowski K., Krumbein W. E. et al., 1988, Middle/Upper Jurassic Boundary Events: Extraterrestial vs. Terrestial Trigger and Scale of Extinctions. Third Int. Conf. on Global Bioevents: Abrupt Changes in the Global Biota, Univ. of Colorado, Boulder, Abstracts Volume.
- Brochwicz-Lewiński W., Gasiewicz A., Suffczynski S., Szatkowski K., Rutkowski J., Tarkowski R. et al., 1988, Cenomanian/Turonian „Magic” Layer in Southern Poland? Third Int. Conf. on Global Bioevents: Abrupt Changes in the Global Biota, Univ. of Colorado, Boulder, Abstracts Volume.
- Krumbein W. E., Dyer D. B., Gasiewicz A., Gerdez G., Brochwicz-Lewinski W. & Schellnhuber H. J., 1988, Microbial Mats – Iridium Events – Fossil Biospheres – An Overview of Geophysiology. Terra Cognita, 8, 227.
- Brochwicz-Lewiński W., Gąsiewicz A., Krumbein W. E., Melendez G. i in., 1989, Zdarzenia jura środkowa – jura górna i ich implikacje. Przegląd Geol., t. XXXVII, no. 11, 559-563.
- Melendez G., Sequeiros L., Brochwicz-Lewinski W., Myczynski R. & Chong G., 1989, Las sucesiones de Ammonoidos del Oxfordiense en las provincias mediterranea, cubana y andina. Relaciones paleobioestratigraficas. 4-o Congreso Argentino de Paleontologia y Bioestratigrafia, Actas 4: p. 53-54, Mendoza.
- Brochwicz-Lewiński W., Gąsiewicz A., Krumbein W. E., Suffczyński S., Szatkowski K., Tarkowski R., Zimmermann H.-D., Żbik M., 1990, Granica jury środkowej i górnej – implikacje dla modelu wydarzeń granicznych. Kwart. Geol., vol. 34, no. 1, p. 168-169.
- Brochwicz-Lewiński W., Doktor S., Gąsiewicz A., Różak Z., Suffczyńska A., 2004, Historia, legendy i nowe metody kartografii geologicznej na przykładzie Janowca (Syrokomli) nad Wisłą. Notatnik Janowiecki, nr. 13, 2003–2004, 124-141.
- Melendez G., Atrops F., Bello J., Brochwicz-Lewiński W., D’Arpa C., Fozy I., Perez-Urresti I., Ramajo J. & Sequeiros L., 2007, Oxfordian ammonite genus Passendorferia Brochwicz-Lewinski and Tethyan subfamily Passendorferiinae Melendez: origin and paleobiogeography. 7th Int. Congress on the Jurassic system: Session 5, s. 240.
- Brochwicz-Lewiński W., Melendez G. & Tarkowski R., 2008, Korespondencja pomiędzy J. Siemiradzkim i S. S. Buckmanem. Przegląd Geol., vol. 56, no. 1, s. 47–48.
- Brochwicz-Lewiński W., Różak Z. & Turant J., 2008. Syrokomla – czy wspólne miano herbu i gniazda rodu Syrokomlów było francuskiego pochodzenia? Notatnik Janowiecki, Nr. 15/2008, 54-71.
- Brochwicz-Lewiński W., Turant J.& Różak Z., 2008. Kaplica ze studnią na zamku janowieckim. Notatnik Janowiecki, Nr. 15/2008, 72-84.

Ponadto w zespole prof. W. Pożaryskiego współuczestniczył w przygotowaniu Mapy Geologicznej Polski bez utworów kenoizoiku w skali 1:1000 000 oraz map tektonicznej i geologicznej Bałtyku w skali 1:500 000.